# Назарьево (Зарайский район)
Назарьево — деревня в Зарайском районе Московской области, в составе муниципального образования сельское поселение Струпненское (до 29 ноября 2006 года входила в состав Алферьевского сельского округа).

## Население
| 2002 | 2006 | 2010 |
| ---- | ---- | ---- |
| 11   | ↘8   | ↘7   |

## География
Назарьево расположена в 15 км на юго-запад от Зарайска, на суходоле, высота центра деревни над уровнем моря — 183 м.

## История
Назарьево впервые в исторических документах упоминается в Писцовых книгах XVII века, до 27 апреля 1923 входило в состав Каширского уезда Тульской губернии. В 1862 году в деревне числилось 27 дворов и 312 жителей, в 1926 году — 65 дворов и 298 жителей. В 1929 году был образован колхоз «Красный земледелец», с 1950 года — в составе колхоза им. маршала К. А. Мерецкова, в последние годы — в составе опытно-производственного хозяйства им. Мерецкова. Назарьево — родина маршала К. А. Мерецкова.